# Tacuarí (1854)
Tacuarí був кораблем Парагвайського флоту, який воював у війні Потрійного союзу, виступаючи флагманом парагвайської ескадри.

## Історія
Побудовано в 1853 році, на верфі інженера Джона Альфреда Блайта Західно-Індійський док, Лімехаус, Англія, у 1854 році був придбаний парагвайським урядом у Карлоса Антоніо Лопеса за 29 850 фунтів стерлінгів. Він відплив з Лондона в 1854 році під командуванням англійського капітана Джорджа Френсіса Моріса, найнятого задля допомоги в організації Парагвайського флоту, та помічника капітана парагвайського лейтенанта Андреса Велілла. Пароплав віз з собою від 8 до 10 парових машин для оснащення інших кораблів на парагвайських верфях.

### Захоплення пароплаву«Маркіз де Олінда»
12 листопада 1864 року із свого табору в Серро-Леоні президент Франциско Солано Лопес наказав «Такуарі» (капітан Реміхіо Кабрал) затримати бразильський пароплав «Маркіз де Олінда», який перевозив нового президента Мато Гроссо Фредеріко Карнейро де Кампоса, а також людей та обладнання. Згідно з його наказом, Tacuaríу супроводі Río Apa (капітан — прапорщик Торібіо Перейра), захопив без опору бразильський пароплав у порту Куруцу-Чіка (Антекера), конфіскував військові матеріали та взяв у полон його екіпаж, таким чином розпочавши війну. «Маркіз де Олінда» був включений до складу флоту Парагвая.

#### Битва при Ріачуело
11 червня 1865 року між Парагвайським флотом і бразильською відбулася битва. Відпустивши баржі з артилерією, які буксирував, Tacuarí рушив на бразильський корвет Jequitinhonha, який опинився на мілині Баньядо Сур і знаходився під обстрілом батарей генерала Брюгеса, які вели вогонь по бразильському кораблю з берега річки.
Помітивши, що Parnaiba рухається на допомогу Jequitinhonha, Tacuarí змінив курс і атакував Parnaiba, відмовившись від атаки лише через наближення бразильських кораблів Araguary і Beberibe.
О 18:00, отримавши значні ушкодження, вийшов з битви. Після попереднього ремонту в Умаїті, 7 липня 1865 року він повернувся до Асунсіону.
Зіткнувшись з понесеними втратами, імперська ескадра була посилена новими моніторами, Парагвайський флот виконував лише логістичні завдання, здійснюючи постачання військам.
Після прориву бразильських броненосців повз Умаїту Tacuarí був ними обстріляний і після невдалої спроби втечі корабель знищила команда.